# بوب جورمان
بوب جورمان (بالإنجليزية: Bob Gorman)‏ هو سياسي أسترالي، ولد في 1 مايو 1898 في أستراليا، وتوفي بنفس المكان في 2 نوفمبر 1970. حزبياً، نشط في حزب العمال الأسترالي. وقد انتخب عضو الجمعية التشريعية نيو ساوث ويلز.